# 戈氏半齒脂鯉
戈氏半齒脂鯉，為輻鰭魚綱脂鯉目脂鯉亞目半齒脂鯉科的其一種，分布於南美洲阿瑪帕河流域，體長可達16公分，棲息在底中層水域，生活習性不明，可做為食用魚。